# 郭玉祥
郭玉祥（1939年—），河北唐山人，中国人民解放军将领、中国人民解放军中将。
毕业于空军第二航空学校。1996年，接替林万海，担任成都军区空军政治委员。1997年，接替韩瑞阶，担任济南军区空军司令员。2003年，由何为荣接任。1997年，授中国人民解放军中将军衔。